# Prąd Alaski
Prąd Alaski (ang Alaska Current) – ciepły prąd morski występujący w północno-wschodniej części Oceanu Spokojnego. Płynie wzdłuż zachodnich wybrzeży Ameryki Północnej (do ok. 50°N), następnie kieruje się ku zachodowi, przez Zatokę Alaska, między Aleutami do Morza Beringa i przez Cieśninę Beringa wpływa do Oceanu Arktycznego. Stanowi on północne odgałęzienie Prądu Północnopacyficznego.
Osiąga prędkość do ok. 3 km/godz., a średni przepływ wody wynosi ok. 10–20 mln m³/s.
Temperatura wód powierzchniowych wynosi w ciągu roku od 2 do 15 °C (2–7 °C w zimie, 10–15 °C w lecie). W zasadniczym stopniu łagodzi zimy u wybrzeży zachodniej Kanady oraz południowej Alaski, dzięki czemu porty w jego zasięgu nie zamarzają.